# Tanácsosok Háza (Japán)

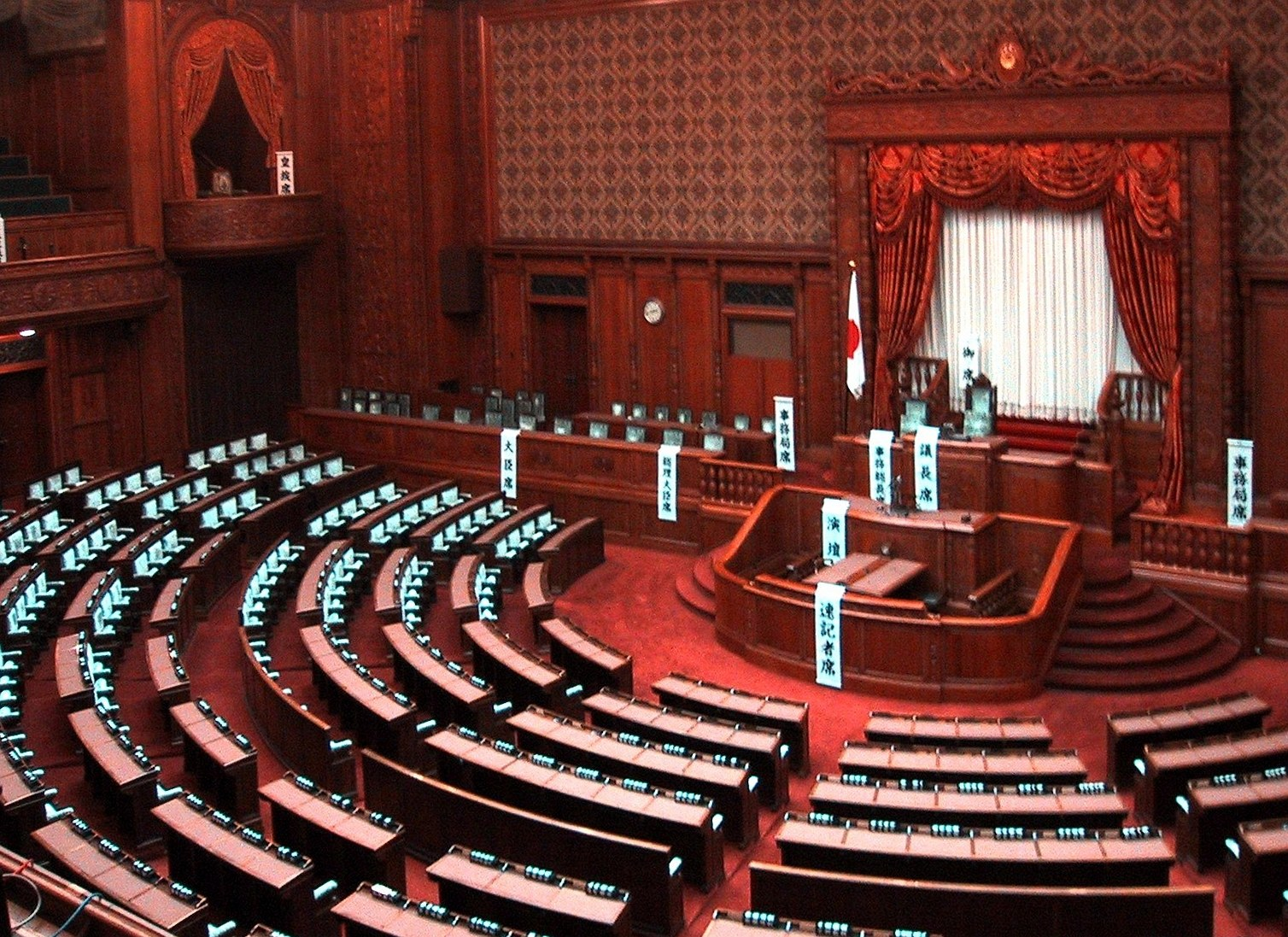
A Tanácsosok Házának ülésterme

A Tanácsosok Háza (japánul: 参議院, átírással: Szangiin) a Japán Országgyűlés felsőháza (másik háza a Képviselőház). A japán alkotmány értelmében ez a kétkamarás Országgyűlés az államhatalom legfőbb szerve.
A házelnök 2022. augusztus 4-e óta Ocudzsi Hidehisza.

## Felépítés
A Tanácsosok Háza 242 tagú, a mandátumok hat évre szólnak. Képviselő lehet minden harmincadik életévét betöltött japán állampolgár. A házat feloszlatni nem lehet, mivel a háromévenkénti választásokon a képviselői székek feléről döntenek. A 121 képviselőből, akit megválasztanak az egyes voksolásokon, 73 prefektúrák szerinti többmandátumos választókerületből, 48 pedig országos listáról kerül be.

## Törvényhozás
A Tanácsosok Háza szűkebb jogkörrel rendelkezik, mint a Képviselőház. Mivel a legtöbb új törvényjavaslatot a Képviselőházban nyújtják be, a Tanácsosok Háza legtöbbször az utolsó állomás a törvényhozási folyamatban.
Ha a Képviselőház elfogad egy törvényjavaslatot, azt elbírálásra elküldik a Tanácsosok Házába. Amennyiben a Tanácsosok Háza is elfogadja, a törvényt a császár hirdeti ki. Viszont ha a Tanácsosok Háza nem szavazza meg, vagy módosítja a törvényjavaslatot, visszakerül a Képviselőház elé. A Képviselőház elfogadhatja a módosításokat, így a törvényjavaslatból törvény lesz. Ha azonban nem ért egyet a Tanácsosok Házával, az alkotmány értelmében kétharmados vagy annál nagyobb többséggel felülbírálhatja a Tanácsosok Házának döntését.

## Összetétel
| Parlamenti csoportok | Parlamenti csoportok                                             | Mandátumok | Mandátumok | Mandátumok |
| -------------------- | ---------------------------------------------------------------- | ---------- | ---------- | ---------- |
| Parlamenti csoportok | Parlamenti csoportok                                             | 2022-ig    | 2023-ig    | összesen   |
|                      | Liberális Demokrata Párt                                         | 119        |            | 119        |
|                      | Alkotmányos Demokrata Párt (Japán)                               | 39         |            | 39         |
|                      | Kómeitó                                                          | 27         |            | 27         |
|                      | Ishin                                                            | 21         |            | 21         |
|                      | Japán Kommunista Párt                                            | 11         |            | 11         |
|                      | Demokrata Párt a Népért                                          | 10         |            | 10         |
|                      | Reiva                                                            | 5          |            | 5          |
|                      | NHK Párt                                                         | 2          |            | 2          |
|                      | Sanseitō                                                         | 1          |            | 1          |
|                      | Szociáldemokrata Párt/„alkotmányvédelmi szövetség” (goken rengó) | 1          |            | 1          |
|                      | független (beleértve a házelnököt és az alelnököt)               | 12         |            | 12         |
| Összesen             | Összesen                                                         | 248        |            | 248        |